# Markus Förderer
Markus Förderer (nacido el 14 de julio de 1983 en Baden-Baden) es un director de fotografía alemán.

## Carrera
Markus Förderer estudió en la Universidad de Televisión y Cine de Múnich. Desde el 2007, cuando todavía estaba estudiando, empezó con esta carrera e hizo sus primeros correspondientes trabajos. Por la película Hell (2011), que fue también su debut, Förderer recibió en el 2012 el Premio de Fotografía Alemán. Debido a su trabajo en la película, por la que recibió otros premios, incluso internacionalmente, Förderer se convirtió en una persona interesante para Hollywood. Por ello pudo participar allí en varias películas, entre ellas Independence Day: Resurgence (2016).
Markus Förderer es miembro del Bundesverband Kamera, la asociación alemana de directores de fotografía.

## Filmografía (Selección)
- 2011: Hell
- 2012: Puppe, Icke und der Dicke
- 2013: Finsterworld
- 2014: I Origins
- 2015: Stonewall
- 2016: Día de la Independencia: Contraataque (Independence Day: Resurgence)